# Fascismo di sinistra
Le definizioni fascismo di sinistra e sinistra fascista sono adoperate con diversi significati. In ambito storiografico, designano le correnti del movimento fascista critiche verso l'economia capitalista e la società borghese. La particolare corrente a cui appartenevano Giuseppe Bottai e Ugo Spirito, essendo critica verso il regime fascista pur continuando a considerarsi parte integrante del movimento fascista, è denominata anche fascismo di fronda.
In ambito politico l'espressione "fascismo di sinistra" è invece utilizzata, spesso in chiave polemica da parte di esponenti di aree politiche tra loro anche molto distanti (conservatori, populisti di destra, riformisti, libertari, anarchici), per qualificare politiche e linee di pensiero promosse da forze di sinistra come autoritarie, coercitive e liberticide al pari di quelle dei regimi fascisti. In quest'accezione, con particolare riferimento a Stati e partiti comunisti, si parla anche di fascismo rosso.

## La corrente "di sinistra" del fascismo
Durante il fascismo in Italia un gruppo di intellettuali come Berto Ricci, Mino Maccari, Marcello Gallian, Elio Vittorini, Romano Bilenchi e Vasco Pratolini venivano definiti all'interno del regime la «sinistra fascista». Già nell'immediato dopoguerra in Italia si parlò di fascismo di sinistra tra gli esponenti del neonato Movimento Sociale Italiano, un gruppo riunito intorno a Giorgio Pini ed Ernesto Massi nel Raggruppamento Sociale Repubblicano.
Secondo un'altra interpretazione (Pietro Neglie) la sinistra fascista è da intendersi con il sindacalismo rossoniano, il quale come frazione ideologica trascende lo stesso Rossoni e alla fine si schiera con l'Ordine del Giorno Grandi nel luglio 1943, oltre che con il progetto di Stato o comunità del lavoro, la «mistica del lavoro» che campeggia anche come essenza ideale e prassi dello Stato del lavoro nella Repubblica Sociale Italiana e Genesi e struttura della società, testo che costituisce il testamento filosofico di Giovanni Gentile come sintesi politico-ideologica della sinistra fascista di contro al meccanicismo mercificatore tecnicistico marxista e capitalista.
Nel tardo XX e XXI secolo il termine fascismo di sinistra è stato usato per descrivere le alleanze politiche ibride insolite. Lo storico Richard Wolin ha utilizzato il termine fascismo di sinistra sostenendo che alcuni intellettuali europei sono stati infatuati da teorie post-moderniste o anti-illuministe, aprendo la strada a movimenti e associazioni di dubbia razionalità che coniugano fascismo e altre dottrine di sinistra.

## La sinistra autoritaria

### Jürgen Habermas
La locuzione «fascismo di sinistra» è stata utilizzata da Jürgen Habermas, un sociologo e filosofo influenzato dalla Scuola di Francoforte neo-marxista. Ha usato il termine nel 1960 per la distanza della scuola di Francoforte, dalla violenza e autoritarismo dei terroristi comunisti.

### Irving Louis Horowitz
Il sociologo Irving Louis Horowitz nel suo libro Winners and Losers (Vincitori e vinti) del 1984, basato sul lavoro di Vladimir Lenin L'estremismo, malattia infantile del comunismo, scrive che Lenin descrive i nemici della classe operaia come opportunisti e borghesi rivoluzionari, che collega all'anarchismo. Horowitz sostiene che c'era un simile sforzo politico negli Stati Uniti d'America negli anni ottanta che si caratterizza come fascismo di sinistra.
Horowitz sostiene che è pericoloso assumere chiare distinzioni tra destra, centro e sinistra e che sono possibili varie combinazioni. Il carattere totalitario e antidemocratico delle Brigate Rosse italiane portò ad additarle come fasciste di sinistra nei successivi anni di piombo europei, che vedevano opposti gruppi terroristici neri e rossi, come la tedesca Rote Armee Fraktion (RAF). Horowitz sostiene che il fascismo di sinistra negli Stati Uniti come in Europa è in grado di coniugare ceppi ideologici molto diversi in una formula politica che ha il potenziale per un appello di massa. Questa sintesi politica porterebbe quindi una somiglianza ideologica tra terrorismo rosso e nero, poiché entrambi ispirati alla lotta di classe, populismo, totalitarismo e talvolta antisemitismo in chiave anticapitalista.
Horowitz afferma che un principio di fascismo di sinistra negli Stati Uniti  è un rifiuto dei suoi ideali prevalenti e al sistema democratico e un'asserzione del socialismo come un'astrazione idealizzata. Egli sostiene che i fascisti di sinistra esaminano in modo univoco il socialismo senza commento sulle attività in Unione Sovietica. Sostiene inoltre che la forza potenziale del fascismo di sinistra, come praticato da Lyndon LaRouche e dalla sua Commissione nazionale dei comitati dei lavoratori (NCIC), sia nella combinazione di principi motivante per lo sviluppo di un nuovo ordine sociale fascista. L'efficacia del NCIC è visto il successo nella costruzione di alleanze monotematiche con l'estrema destra antisemita Liberty Hall, con certi movimenti neri islamici e funzionari conservatori della Fratellanza Internazionale degli Autotrasportatori.